# 卢瓦娜·维森特
卢瓦娜·维森特（葡萄牙語：Luana Vicente，1994年1月30日—），巴西女子羽毛球運動員。她曾參加2011年和2015年兩屆泛美運動會，其中在2015年泛美運動會上收穫女子雙打的銀牌。

## 主要比賽成績
只列出曾進入準決賽的國際賽事成績：
| 年份   | 賽事                         | 公開賽級別 | 項目     | 拍檔          | 成績   |
| ------ | ---------------------------- | ---------- | -------- | ------------- | ------ |
| 2011年 | 泛美洲青年羽毛球錦標賽       | 其他       | 混合團體 | －            | 亞軍   |
| 2011年 | 泛美洲青年羽毛球錦標賽       | 其他       | 女子單打 | －            | 亞軍   |
| 2011年 | 墨西哥羽毛球國際賽           | 國際系列賽 | 女子單打 | —             | 準決賽 |
| 2011年 | 墨西哥羽毛球國際賽           | 國際系列賽 | 女子雙打 | 洛海尼·维森特 | 冠軍   |
| 2012年 | 泛美洲青年羽毛球錦標賽       | 其他       | 混合團體 | －            | 季軍   |
| 2014年 | 南方共同市場羽毛球國際賽     | 國際系列賽 | 女子雙打 | 洛海尼·维森特 | 冠軍   |
| 2014年 | 阿根廷羽毛球國際賽           | 國際系列賽 | 女子雙打 | 洛海尼·维森特 | 亞軍   |
| 2014年 | 巴西羽毛球大獎賽             | 大獎賽     | 女子雙打 | 洛海尼·维森特 | 準決賽 |
| 2014年 | 危地馬拉羽毛球國際賽         | 國際挑戰賽 | 女子雙打 | 洛海尼·维森特 | 準決賽 |
| 2014年 | 泛美洲羽毛球錦標賽           | 其他       | 混合團體 | －            | 季軍   |
| 2014年 | 泛美洲羽毛球錦標賽           | 其他       | 女子雙打 | 洛海尼·维森特 | 亞軍   |
| 2014年 | 美國羽毛球國際賽             | 國際挑戰賽 | 女子雙打 | 洛海尼·维森特 | 準決賽 |
| 2015年 | 秘魯羽毛球國際系列賽         | 國際挑戰賽 | 女子雙打 | 洛海尼·维森特 | 冠軍   |
| 2015年 | 南方共同市場羽毛球國際挑戰賽 | 國際挑戰賽 | 女子雙打 | 洛海尼·维森特 | 準決賽 |
| 2015年 | 秘魯羽毛球國際賽             | 國際系列賽 | 女子雙打 | 洛海尼·维森特 | 準決賽 |
| 2015年 | 智利羽毛球國際賽             | 國際系列賽 | 女子雙打 | 洛海尼·维森特 | 冠軍   |
| 2015年 | 智利羽毛球國際賽             | 國際系列賽 | 混合雙打 | 亚历克斯·汤   | 亞軍   |
| 2015年 | 泛美運動會羽毛球比賽         | 其他       | 女子雙打 | 洛海尼·维森特 | 銀牌   |
| 2015年 | 墨西哥羽毛球國際賽           | 國際系列賽 | 女子雙打 | 洛海尼·维森特 | 冠軍   |
| 2015年 | 墨西哥羽毛球國際賽           | 國際系列賽 | 混合雙打 | 亚历克斯·汤   | 亞軍   |
| 2015年 | 智利羽毛球國際挑戰賽         | 國際挑戰賽 | 女子雙打 | 洛海尼·维森特 | 亞軍   |
| 2015年 | 智利羽毛球國際挑戰賽         | 國際挑戰賽 | 混合雙打 | 亚历克斯·汤   | 亞軍   |
| 2015年 | 巴西羽毛球國際賽             | 國際系列賽 | 女子雙打 | 洛海尼·维森特 | 冠軍   |
| 2016年 | 巴西羽毛球國際賽             | 國際系列賽 | 女子雙打 | 洛海尼·维森特 | 準決賽 |
| 2016年 | 泛美洲羽毛球錦標賽           | 其他       | 混合團體 | －            | 亞軍   |
| 2018年 | 墨西哥羽毛球國際賽           | 國際系列賽 | 女子雙打 | 洛海尼·维森特 | 冠軍   |
| 2018年 | 聖多明哥羽毛球公開賽         | 國際系列賽 | 女子雙打 | 洛海尼·维森特 | 冠軍   |
| 2019年 | 泛美洲羽毛球混合團體錦標賽   | 其他       | 混合團體 | －            | 季軍   |

| 2007-2017年 | 首要超級賽 | 超級賽 | 黃金大獎賽 | 大獎賽 | 國際挑戰賽 | 國際系列賽 | 未來系列賽 | 其他 |

| 2018-2026年 | 總決賽 | 超級1000賽 | 超級750賽 | 超級500賽 | 超級300賽 | 超級100賽 | 國際挑戰賽 | 國際系列賽 | 未來系列賽 | 其他 |